# Nón lá

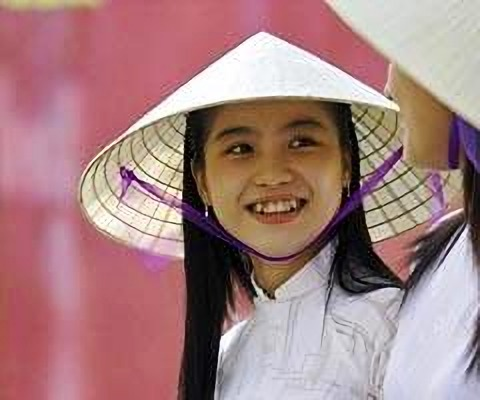
Col·legiala vestint un ao dai blanc i un nón tơi. L'emblema és característic de la ciutat central de Huế, Vietnam

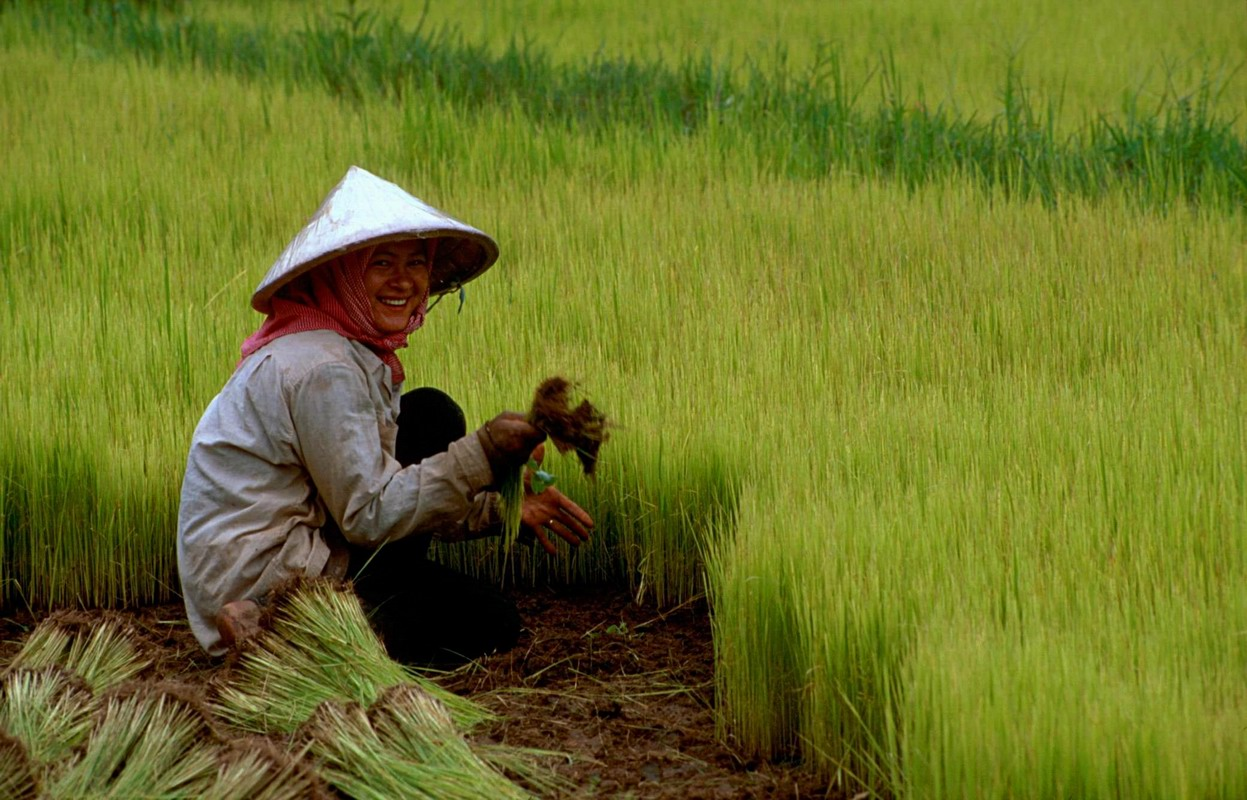
Agricultor de Cambodja amb un barret de con de palla

El barret del Vietnam (xinès: 簑笠, vietnamita Nón tơi) és un símbol característic del Vietnam. La seva traducció literal al català és barret cònic. El seu ús no sols està restringit al Vietnam, també es fa servir a Cambodja, Indonèsia, Xina, etc.